# Sunpak
Sunpak är ett japanskt företag som tillverkar kamerablixtar. Den första kamerablixten att bära Sunpak-märket, SUNPAK 7, tillverkades först år 1963, nio år innan företaget bildades. Sedan detta har företaget lanserat ett flertal kamerablixtar.

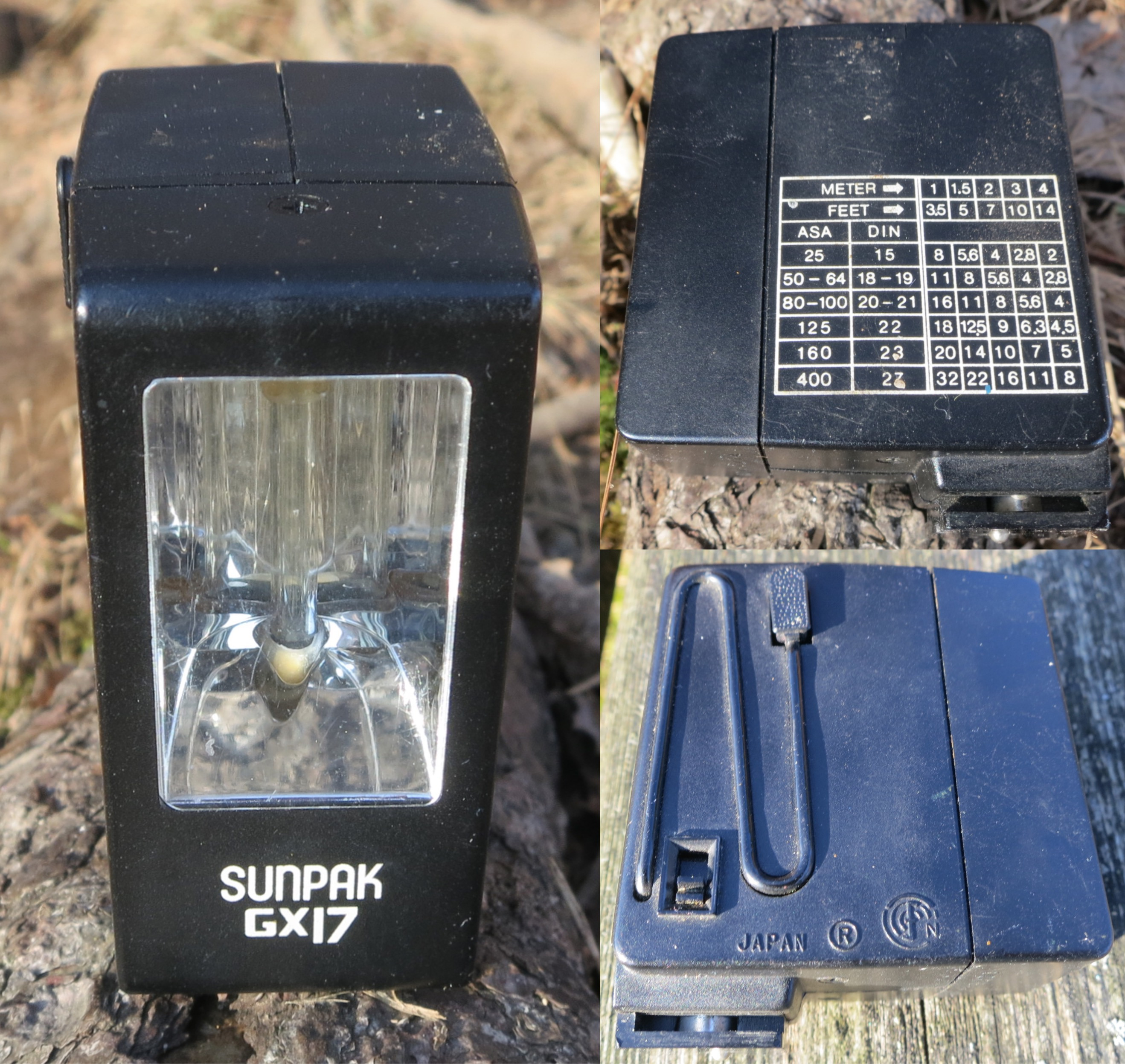
Sunpak GX17-blixt från sent 1970-tal